# Sulzburg
Sulzburg là một thị xã thuộc huyện Breisgau-Hochschwarzwald, bang Baden-Württemberg, thuộc nước Đức. Đô thị Sulzburg có diện tích 22,73 km², dân số thời điểm 31 tháng 12 năm 2020 là 2732 người. Sulzburg nằm ở sườn tây của rừng Đen, 20 km về phía tây nam Freiburg.